# Каронія
Каронія (італ. Caronia) — муніципалітет в Італії, у регіоні Сицилія,  метрополійне місто Мессіна. Населення — 3405 осіб (2014). Щорічний фестиваль відбувається 3 лютого. Покровитель — святий Власій.

## Назва
- Каро́нія (італ. Caronia) — сучасна італійська назва.
- Кару́нія (сиц. Carunìa) — сучасна італійська назва.
- Кала́кта (грец. Καλάκτα, Kalákta) — антична грецька назва; згадується у Птолемея.
- Кала́кте (грец. Calacte) — антична латинська назва, похідна від грецької.
- Калі́-Акті́ (грец. Καλὴ Ἀκτὴ, Kalí Aktí) — антична грецька назва; згадується у Діодора Сицилійського.
- Кале-Акте (грец. Cale Acte) — антична латинська назва, похідна від грецької.

## Географія
Каронія розташована на відстані близько 470 км на південь від Рима, 95 км на схід від Палермо, 100 км на захід від Мессіни.

## Історія
Каронію відкрили грецькі колоністи у V столітті до н.е. Первісною назвою поселення було Калакта, або Калі-Акі. Традиція приписує заснування містечка сікулам. Воно згадується у працях Птолемея і Діодора Сицилійського.

## Демографія
Населення за роками:

Станом на 1 січня 2023 року в муніципалітеті офіційно проживало 49 іноземців з 16 країн, серед них 36 громадян країн Євросоюзу та 1 громадянин України.

## Сусідні муніципалітети
- Аккуедольчі
- Капіцці
- Чезаро
- Містретта
- Сан-Фрателло
- Санто-Стефано-ді-Камастра
- Сант'Агата-ді-Мілітелло

## Персоналії
У містечку народилися:
- Силен (історик)
- Цецилій Калактійський